# 侯雯元
侯雯元（1990年5月6日—），中國大陆男演員，出生於中國吉林省白山市。

## 職業生涯
侯雯元于2017年参演都市情感剧《凡人的品格》从而进入演艺圈；同年参加电影《封神三部曲》的海选，从15000人中脱颖而出，飾演北伯侯之子崇應彪。2018年1月，参演的古装神话武侠剧《蜀山战纪2踏火行歌》播出。2021年，主演的家庭情感剧《乔家的儿女》播出，他在剧中饰演戚成钢获得观众认可。2022年，出演的体育竞技励志剧《超越》和主演悬疑犯罪短剧《胆小鬼》相继播出。2023年7月，出演的神话史诗电影《封神第一部：朝歌风云》上映 ，侯雯元凭借崇应彪一角获得许多的关注与喜爱；9月，担任第18届中国长春电影节闭幕式暨颁奖典礼的主持人；9月20日，領銜主演的都市劇《以美之名》開機；12月，主演的新国风声恋剧《很想很想你》播出（飾演網名為絕美沙意的配音員周政）。2024年，主演的都市情感励志剧《如果奔跑是我的人生》在中国电视央视八套播出（饰演舞蹈天才林天宇）。2024年2月9日，參加《2024年中央廣播電視總枱春節聯歡晚會》，在晚會上共同演唱開場歌曲《鼓舞龍騰》；2月10日參加《2024年北京廣播電視台春節聯歡晚會》共同表演節目《龍拳》。2024年5月与《封神第一部：朝歌风云》主创一同参与戛纳电影节中国馆“中国青年电影全球推广计划”圆桌活动及中国青年电影之夜。

## 个人生活

### 感情
- 2024年2月14日，钟楚曦与侯雯元一同官宣恋情，此前二人曾合作《如果奔跑是我的人生》。[9]

## 演出作品

### 電視劇
| 日期   | 片名               | 角色          | 备注   |
| ------ | ------------------ | ------------- | ------ |
| 2018年 | 大清神捕2          | 黃麒英        | 网络剧 |
| 2018年 | 愛國者             | 警衛員        |        |
| 2021年 | 喬家的兒女         | 戚成鋼        |        |
| 2022年 | 超越               | 方易飛        |        |
| 2022年 | 膽小鬼             | 王頔          | 网络剧 |
| 2023年 | 回响               | 邵天偉        | 网络剧 |
| 2023年 | 很想很想你         | 周政/絕美沙意 |        |
| 2024年 | 如果奔跑是我的人生 | 林天宇        |        |
| 2024年 | 半熟男女           | 王子路        | 网络剧 |
| 2025年 | 以美之名           | 陆子游        |        |
| 待播   | 盛夏缤纷           |               |        |
| 待播   | 再青春             | 池澄          |        |
| 待播   | 追诉               |               |        |

### 電影
| 首映年度 | 片名                 | 角色   |
| -------- | -------------------- | ------ |
| 2023年   | 回廊亭               | 宇     |
| 2023年   | 封神第一部：朝歌風雲 | 崇應彪 |
| 2025年   | 澎湖海战             |        |

### 綜藝真人秀
| 日期          | 片名           | 角色 | 备注 |
| ------------- | -------------- | ---- | ---- |
| 2024年4月12日 | 这是我的岛     | 自己 |      |
| 2024年4月12日 | 岛民生活大放送 | 自己 |      |

## 獎項紀錄
| 年份   | 頒獎典禮           | 獎項         | 影片                 | 角色   |
| ------ | ------------------ | ------------ | -------------------- | ------ |
| 2024年 | 中国电影大数据盛典 | 年度新锐演员 | 封神第一部：朝歌风云 | 崇应彪 |

## 外部連結
- 侯雯元的新浪微博
- 侯雯元的Instagram帳戶
- 侯雯元在互联网电影资料库（IMDb）上的資料（英文）
- 侯雯元在豆瓣上的资料（简体中文）